# Vogelkopbusksmyg
Vogelkopbusksmyg (Aethomyias rufescens) är en fågel i familjen taggnäbbar inom ordningen tättingar.

## Utseende och läte
Vogelkopbusksmygen är en mycket liten färglös fågel. Fjäderdräkten är brun ovan och ljusbrun under. Runt ögat syns en bred ljus ögonring. Den liknar umbrabusksmyg, men är mindre och saknar rostrött i ansiktet. Bland lätena hörs torra "chek" eller nasala och grälande "meh-meh-meh".

## Utbredning och systematik
Fågeln förekommer i Västpapua (bergen Arfak och Tamrau och på Bomberaihalvön). Den behandlas som monotypisk, det vill säga att den inte delas in i några underarter.

### Släktestillhörighet
Arten placeras traditionellt i släktet Sericornis, men genetiska studier visar att det inte är monofyletiskt. International Ornithological Congress (IOC) har därför delat upp Sericornis i flera mindre släkten, varvid vogelkopbusksmyg placeras i Aethomyias. Denna linje följs här.

## Levnadssätt
Vogelkopbuskskmygen hittas i undervegetationen i bergsbelägna skogar. Den rör sig i smågrupper eller i kringvandrande artblandade flockar, på jakt efter insekter i skogens lägre till mellersta skikt.

## Status
Trots det begränsade utbredningsområdet och att den tros minska i antal anses beståndet vara livskraftigt av internationella naturvårdsunionen IUCN. 